# Achatinellidae
Los acatinélidos (Achatinellidae) son una familia de gastrópodos terrestres pulmonados que se encuentran en los bosques tropicales.

## Taxonomía
Esta era la única familia de la superfamilia Pupilloidea (según la taxonomía de Gastropoda by Bouchet & Rocroi, 2005).
Subfamilias en la familia Achatinellidae incluyen:
- Auriculellinae Odhner, 1921
- Elasmatininae Iredale, 1937
  - tribu Elasmatinini Iredale, 1937 - synonyms: Strobilidae Zilch, 1959 (n.a.); Pitysinae Cooke & Kondo, 1961
  - tribu Antonellini Cooke & Kondo, 1961
  - tribu Tubuaiini Cooke & Kondo, 1961
- Pacificellinae Steenberg, 1925
  - tribu Pacificellini Steenberg, 1925 - synonym: Tornatellinoptini Cooke & Kondo, 1961
  - tribu Lamellideini Cooke & Kondo, 1961
- Tekoulininae Solem, 1972
- Tornatellidinae Cooke & Kondo, 1961
  - tribu Tornatellidini Cooke & Kondo, 1961
  - tribu Tornatellariini Cooke & Kondo, 1961
- Tornatellininae Sykes, 1900
  - tribu Tornatellinini Sykes, 1900
  - tribu Elasmiatini Kuroda & Habe, 1949

## Anatomía
En esta familia, el número de cromosomas haploides  se encuentra entre 16 y 25.

## Distribución
Esta familia está ampliamente distribuida por las islas del Océano Pacífico.Tiene la mayior diversidad en Hawái.